# Paul Rekoro
Paul Rekoro, né le 25 février 1904 et mort à une date inconnue, est un homme politique franco-malgache.

## Biographie
Il est désigné pour siéger au Sénat de la Communauté,,.